# Франц Шуберт
Франц Петер Шуберт (на немски: Franz Peter Schubert) е австрийски композитор от късната класическа и ранната романтична епоха, един от най-видните представители на виенската класическа музикална школа и един от основоположниците на романтизма в музиката. Въпреки краткия си живот той оставя след себе си огромно музикално наследство, включващо светски вокални творби, седем цялостни симфонии, църковна музика, опери и камерна музика.
Докато музиката на Шуберт приживе е ограничена до сравнително малък кръг почитатели във Виена, интересът към творчеството му значително нараства през десетилетията след смъртта му. Феликс Менделсон, Робърт Шуман, Франц Лист, Йоханес Брамс и други композитори от XIX век откриват и популяризират неговите творби. Днес Шуберт е класиран сред най-големите световни композитори, а музиката му продължава да е популярна.

## Биография

### Ранни години
Франц Петер Шуберт е роден в Химелпфортгрунд (днес част от Алзергрунд), Виена, на 31 януари 1797 г. и на следващия ден е кръстен в католическа църква. Той е дванадесетото дете на Франц Теодор Флориан Шуберт (1763 – 1830) и Мария Елизабет Катарина Виец (1756 – 1812). Непосредствените предци на Шуберт произхождат от провинция Зукмантел в Австрийска Силезия. Баща му, син на моравски селянин, е известен енорийски учител и директор, неговото училище в Лихтентал има многобройни ученици. Той идва във Виена от Зукмантел през 1784 г. и е назначен за учител две години по-късно. Майка му е дъщеря на ключар, силезийски майстор и преди женитбата работи като прислуга в дома на виенско семейство. От четиринадесетте деца на Франц Теодор и Елизабет (едното от тях извънбрачно, родено през 1783 г.), девет умират в ранна детска възраст. Само пет от децата доживяват първия си рожден ден.
На петгодишна възраст Шуберт започва да получава редовни уроци от баща си, а година по-късно е записан в училището на баща си. Въпреки че не е известно точно кога Шуберт получава първото си музикално обучение, той получава уроци по пиано от брат си Игназ, но те продължават много кратко време, тъй като Шуберт започва да го превъзхожда в рамките на няколко месеца.
Баща му му дава първите уроци по цигулка, когато е на осем години. Скоро след това Шуберт получава първите си уроци извън семейството от Михаел Холцер, органист и хормайстор на местната енорийска църква в Лихтентал. Холцер често уверява бащата на Шуберт със сълзи на очи, че никога не е имал такъв ученик като Шуберт. Холцер учи младия Шуберт на пиано и орган, както и по басо континуо. Той също свири на виола в семейния струнен квартет, с братята си Фердинанд и Игназ на първа и втора цигулка и баща си на виолончелото. Шуберт пише най-ранните си струнни квартети за този ансамбъл.

### Образование
Младият Шуберт най-напред попада на вниманието на Антонио Салиери, тогава водещ музикален авторитет на Виена, през 1804 г., когато неговият вокален талант е признат. През ноември 1808 г. става ученик в Стадконвикт (Императорската семинария) посредством стипендия. На 11-годишна възраст, през 1808 г. Шуберт започва да пее в придворния хор, след като една година преди това написва първото си музикално произведение. Той е не само солист в хора, а и втори цигулар в оркестъра, поради което се запознава с увертюрите и симфониите на Волфганг Амадеус Моцарт, симфониите на Йозеф Хайдн и по-малкия му брат Михаел Хайдн и увертюрите и симфониите на Бетовен, композитор, от който се възхищава. Допирът с тези и други произведения, съчетано със случайни посещения в операта, поставя основата на по-широко музикално образование. В семинарията се запознава и с бъдещи дългогодишни приятели като Йозеф фон Шпаун, Алберт Щадлер и Антон Холцапфел.
Междувременно гениалността на Шуберт започва да се проявява в неговите композиции. Салиери решава да започне да го тренира частно по музикална теория и дори по композиция. Според Фердинанд първата композиция за пиано на момчето е била Фантазия за четири ръце; първата му песен е написана година по-късно. Понякога на Шуберт му е позволено да дирижира оркестъра на Стадконвикт. Посвещава голяма част от останалото си време на композиране на камерна музика, няколко песни, композиции за пиано и по-амбициозните, богослужебни хорови творби, както и първата си симфония.

### Учител
В края на 1813 г. Шуберт напуска Стадконвикт и се връща у дома за обучение като учител в Нормандската Света Анна. През 1814 г. той постъпва в училището на баща си като учител на най-малките ученици. Повече от две години младият Шуберт издържа на монотонна тежка работа. Той продължава да взема частни уроци по композиция от Салиери, който дава на Шуберт реална техническа подготовка, преди да се разделят през 1817 г.
През 1814 г. Шуберт среща младото сопрано Тереза Гроб, дъщеря на местен производител на коприна, и написва няколко богослужебни произведения (включително „Salve Regina“ и „Tantum Ergo“) за нея; тя също така е солистка в премиерата на неговата Меса № 1 (D. 105) през септември 1814 г. Шуберт иска да се ожени за нея, но е възпрепятстван от суровия закон за съгласие за брак от 1815 г., който изисква младоженецът да покаже, че има средства за издръжка на семейство. През ноември 1816 г., след като не успява да получи музикален пост в Лайбах (сега Любляна, Словения), Шуберт изпраща на брата на Гроб, Хайнрих, колекция от песни, запазени от семейството през ХХ век.
Една от най-плодотворните години на Шуберт е 1815 г. Той композира над 20 000 музикални произведения, повече от половината от които са за оркестър, включително девет църковни произведения (въпреки че са агностични), симфония и други. През тази година той се запознава и с Анселм Хютенбренер и Франц фон Шобер, които ще останат негови приятели през целия му живот. Друг приятел, Йохан Майрофер, му е представен от Спаун през 1815 г.
През цялата 1815 г. Шуберт живее с баща си у дома. Майка му умира през 1812 г. Продължава да преподава в училището и да дава частни музикални уроци, печелейки достатъчно пари за основните си нужди, включително дрехи, ръкописна хартия, писалки и мастило, но с малко или почти никакви пари, останали за лукс. Спаун добре осъзнава, че Шуберт е недоволен от живота си в училището и се грижи за развитието на Шуберт в интелектуално и музикално отношение. През май 1816 г. Спаун се премества от апартамента си в Ландскронгасе (във вътрешния град) в нов дом в предградието Ландщрасе; едно от първите неща, които прави, след като се настанява в новия дом, е да покани Шуберт да прекара няколко дни с него. Това вероятно е първото посещение на Шуберт извън дома или училището.
Шуберт е нещастен през годините си като учител и вероятно показва ранни признаци на депресия и най-вероятно страда от циклотимия през целия си живот.

### Помощ от приятели
Значителни промени настъпват през 1816 г. Шобер, ученик от добро семейство и в добро материално състояние, кани Шуберт да се настани при него в къщата на майка му. Предложението е особено подходящо, тъй като Шуберт току-що е направил неуспешна молба за поста капелмайстор в Лайбах и е решил да не възобновява преподавателските си задължения в училището на баща си. До края на годината той остава гост в квартирата на Шобер. За известно време се опитва да увеличи ресурсите на домакинството, като дава уроци по музика, но скоро ги изоставя и се посвещава на композицията. „Композирам всяка сутрин и когато едното парче е готово, започвам друго.“ През тази година той се фокусира върху оркестровите и хоровите творби. Голяма част остават непубликувани, но ръкописи и копия са разпространени сред приятели и почитатели.
В началото на 1817 г. Шобер запознава Шуберт с Йохан Михаел Фогл, виден баритон, с двайсет години по-възрастен от Шуберт. Фогл, за когото Шуберт пише много песни, става един от основните привърженици на Шуберт и го въвежда във виенските музикални среди. Шуберт се среща и с Йосиф Хютенбренер (брат на Анселм), който също изиграва роля в промотирането на музиката му. увеличаващият се кръг от приятели и музиканти стават отговорни за популяризирането, събирането и след смъртта му, запазването на творчеството му.
В края на 1817 г. бащата на Шуберт придобива нова длъжност в училище в Росау, недалеч от Лихентал. Шуберт се присъединява отново към баща си и с неохота поема учителските задължения там. В началото на 1818 г. започва да печели повече внимание в пресата и първото публично изпълнение на светска творба, увертюра, изпълнена през февруари 1818 г., получава похвала от пресата във Виена и в чужбина.
Шуберт прекарва лятото на 1818 г. като учител по музика в семейството на граф Йохан Карл Естерхази в техния замък в Зселиз (сега Желиезовце, Словакия). Заплащането е сравнително добро, а задълженията му да преподава пиано и пеене на двете дъщери са сравнително леки, което му позволява да композира.
В началото на 1820 г. Шуберт е част от тесен кръг от художници, поети и студенти, които провеждат социални събирания, станали известни като Шубертиади. Много от тях се състоят в големия апартамент на Игназ фон Сонлейтнер в Гунделхоф. Тесният кръг от приятели, с които Шуберт се обгражда, претърпява удар в началото на 1820 г. Шуберт и четирима негови приятели са арестувани от австрийската полиция, която след Френската революция и Наполеоновите войни е нащрек срещу революционни дейности и подозрителна към всяко събиране на младежи или студенти. Един от приятелите на Шуберт, Йохан Сен, е осъден, затворен в продължение на година и след това за постоянно му е забранено да влиза във Виена. Останалите четирима, включително Шуберт, са „строго порицани“, отчасти за „обида срещу длъжностни лица с използване на срамен език“. Докато Шуберт никога повече не се вижда със Сен, той поставя някои от неговите стихотворения в музика.

### Музикална зрялост
Композициите от 1819 и 1820 г. показват значителен напредък в развитието и зрелостта на стила му. През 1820 г. са поставени две от оперите на Шуберт: „Братята близнаци“ (Die Zwillingsbrüder) (D. 647) се появява в театър Кернтнертор на 14 юни, а „Магическата арфа“ (Die Zauberharfe) (D. 644) се появява във Виенския театър на 21 август. Дотук по-големите му композиции (с изключение на месите му) са ограничени до самодейния оркестър в Гунделхоф, общество, което се разраства от квартетите в дома му. Сега той започва да заема по-видна позиция, обръщайки се към по-широка общественост. Издателствата обаче остават далечни, като Антон Диабели се колебае дали да отпечата някои негови произведения по поръчка. Първите седем опуса (всички песни) се появяват при тези условия; след това комисионните спират и той започва да получава авторски лицензионни възнаграждения. Ситуацията се подобрява донякъде през март 1821 г., когато Фогл изпълнява песента „Горски цар“ („Der Erlkönig“) (D. 328) на концерт, който е изключително добре приет.
Франц Шуберт посещава Унгария, където се запознава с унгарските народни песни и циганската музика. През 1819 г., 1823 г. и 1825 г. посещава Горна Австрия и Грац. Песните му стават много известни в австрийското общество.
Продукцията на двете опери насочва вниманието на Шуберт повече от всякога в посока към сцената, където поради различни причини той е почти напълно неуспешен. Като цяло се заема с двадесет сценични проекта, всеки от които провал, които бързо са забравени. През 1822 г. „Алфонсо и Естрела“ е отказана, отчасти поради либретото (написано от приятеля на Шуберт, Франц фон Шобер). През 1823 г. операта „Фиерабрас“ (D 796) е отхвърлена: Доменико Барбая, импресарио на придворните театри, до голяма степен губи интерес към новата немска опера поради популярността на Росини и италианския оперен стил, както и провала на „Ерианте“ на Карл Мария фон Вебер. „Конспираторите“ (D 787) е забранен от цензурата (очевидно въз основа на заглавието си), и „Розамунде, Фюрстин фон Зиперн“ (D 797) е оттеглена след две представления, поради лошото качество на пиесата.
Въпреки оперните му провали, репутацията на Шуберт непрекъснато нараства на други фронтове. Броят на изпълненията на неговата музика нараства забележително. Тези изпълнения помагат на репутацията на Шуберт да нарасне бързо сред членовете на Гезелшафт и да утвърди името му. Някои от членовете, най-вече Игназ фон Сонлейтнер и неговият син Леополд фон Сонлейтнер, оказват значително влияние върху делата на обществото и в резултат на това и нарастващата репутация на Шуберт. Неговите творби са включени в три основни концерта на Гезелшафт през 1821 г. През април се изпълнява един от неговите квартети за мъжки глас, а през ноември неговата увертюра в ми минор (D. 648) получава първото си публично изпълнение.
През 1822 г. Шуберт се запознава и с Вебер, и с Бетховен, но и в двата случая не се стигна до сътрудничество. На смъртното си легло се казва, че Бетховен разглежда някои от произведенията на младия мъж и възкликва: „Наистина, искрата на божествения гений пребивава в този Шуберт!“ Той също така прогнозира, че Шуберт „ще направи страхотна сензация в света“ и изразява съжаление, че не се е запознал с него по-рано.

### Последни години и шедьоври
Последните години от живота си Шуберт е неосигурен финансово, отчаян, самотен и често боледува.
Въпреки ангажиментите си към сцената, а по-късно и служебните си задължения, Шуберт намира време за значително композиране. Той показва своето зряло лично виждане в Симфонията в си минор, известна като Незавършената симфония (D. 759). През 1823 г. Шуберт пише първия си мащабен песенен цикъл „Прекрасната мелничарка“ (D. 795), поставяйки стихове на Вилхелм Мюлер. Тази поредица, заедно с по-късния цикъл „Зимно пътуване“ (D. 911), се счита за един от върховете на този жанр. През тази година той композира и песента „Ти си почивка и мир“ (D. 776). През същата година за първи път се появяват и симптомите на сифилис.
През 1824 г. той написва вариациите в ми минор за флейта и пиано Сухи цветя, песен от цикъла „Прекрасната мелничарка“ и няколко струнни квартета. Той също така пише Соната в ла минор за арпеджионе и пиано (D. 821) по времето, когато има незначителна мания по този инструмент. През пролетта на същата година той написва Октет във фа мажор (D. 803), скица за „Голяма симфония“; а през лятото се връща в Железовце. Там той е привлечен от унгарския музикален идиом. Има слухове е, че е изпитвал безнадеждна страст към своята ученичка, графиня Каролайн Естерхази.
Неуспехите от предишните години са компенсирани от просперитета и щастието през 1825 г. През лятото има приятна почивка в Горна Австрия, където е посрещнат с ентусиазъм. От 1826 до 1828 г. Шуберт пребивава непрекъснато във Виена, с изключение на посещение в Грац, Австрия, през 1827 г. Произведенията от последните му две години разкриват композитор, който навлиза в нова професионална и композиционна сцена.

### Болест и смърт
В разгара на тази творческа дейност здравето му се влошава. Към края на 1820 г. здравето на Шуберт се влошава значително и той доверява на някои приятели, че се страхува, че е близо до смъртта. В края на лятото на 1828 г. композиторът посещава лекаря Ернст Рина, който може би потвърждава подозренията на Шуберт, че е болен отвъд лечение и вероятно скоро ще умре. Някои от симптомите му съвпадат със симптомите на отравяне с живак (живакът тогава е често срещано лечение на сифилис, което отново подсказва, че Шуберт страда от него). В началото на ноември той отново се разболява, изпитвайки главоболие, треска, подути стави и повръщане. По принцип той не може да задържа твърда храна и състоянието му се влошава. Пет дни преди смъртта на Шуберт неговият приятел, цигуларят Карл Холц и неговият струнен квартет го посещават, за да свирят за него. Последното музикално произведение, което той иска да чуе е струнният квартет № 14 на Бетховен в С минор, опус 131.
Шуберт умира във Виена, на 31 години, на 19 ноември 1828 г. в апартамента на брат си Фердинанд. Причината за смъртта му е официално диагностицирана като коремен тиф, въпреки че са предложени други теории, включително третичния стадий на сифилис. Шуберт е погребан близо до Бетховен, на когото той се възхищава през целия си живот, по собствено желание, в селското гробище във Веринг, Виена. Той служи като факлоносец на погребението на Бетховен, година преди собствената си смърт.
През 1872 г. във Виена в Щадпарк е издигнат мемориал на Франц Шуберт. През 1888 г. гробовете на Шуберт и Бетховен са преместени до тези на Йохан Щраус (син) и Йоханес Брамс. Гробището във Веринг е превърнато в парк през 1925 г., наречен парк Шуберт, а предишното му гробно място е белязано с бюст. Епитафията, написана от неговия приятел, поетът Франц Грилпарзер, гласи: Die Tonkunst begrub hier einen reichen Besitz, aber noch viel schönere Hoffnungen („Изкуството на музиката тук е погребало ценно съкровище, но все пак далеч по-справедливи надежди“).

## Музикални произведения
Музиката му е тясно свързана с австрийското народно изкуство, в нея се чувства и влиянието на фолклора на славянските народи, унгарците и циганите, живеещи в Австрийската империя. Независимо от новаторството той запазва връзките си с традициите на Виенската класическа школа.
Шуберт е автор на:
- над 600 солови песни по стихове на Гьоте, Фридрих Шилер, Хайнрих Хайне и др.,
- 9 симфонии (най-известна от които е осмата – „Недовършена“),
- около 20 опери,
- 17 увертюри,
- 15 струнни квартета,
- камерни ансамбли (клавирен квинтет „Пъстървата“),
- клавирни творби – сонати, валсове, фантазии, емпромптюта, музикални моменти, дивертименти, фуги, ронда, скерца, вариации, като и произведения с танцов и маршов характер – немски лендлери, екосези, галопи, менуети, полонези и др.

За разлика от други композитори – Волфганг Амадеус Моцарт, Лудвиг ван Бетховен, Ференц Лист, Фредерик Шопен, Шуберт не е бил виртуоз и не е успявал да представя лично огромния си брой произведения. Макар че има прекрасен глас, той не пее. На пиано свири нежно и мелодично, но не концертира и не е познат на широката публика. Ето защо много от неговите големи инструментални произведения са изпълнени за първи път десетилетия след смъртта му – примерно „Голямата“ симфония в до мажор за пръв път е изпълнена под диригентството на Феликс Менделсон Бартолди през 1839 г., „Недовършената“ симфония – през 1865 г. и пр.

### Песенно творчество
Композиторът е определян като „най-големия лирик на романтизма“.
Черпи характерни същностни черти на музикалната среда, в която попада във Виена, пресътворява ги от гледна точка на романтичната чувствителност и ги развива.
Типичен пример за романтично творчество е вокалната му лирика. Тя е тясно свързана с фолклорните традиции. Първите ярки звуци на романтичните насоки се открояват в създадената по стихове на Гьоте песен „Гретхен пред чекръка“ (Gretchen am Spinnrade), завършена на 19 октомври 1814 г. Текстът на тази песен е от „Фауст“ на Гьоте. Шуберт я написва само 17-годишен, но песента е цялостна. В акомпанимента се появява монотонна ритмична фигура, изобразяваща въртенето на чекръка, в кулминацията девойката прекъсва работата си и чекръкът замлъква.

#### Обикновената куплетна песен в музикалното наследство на Шуберт
Типично е наличието на една и съща постоянна мелодия и акомпанимент за всеки от куплетите. В тази група от песните на Шуберт най-силно се прави паралел с народните песни. Примери: „Полската розичка“ (Heidenröslein), 1815, „Разходката“ (Das Wandern), 1823.

#### Варирана куплетна песен
Формално, това е втори тип от песенното му творчество. Мелодията и акомпаниментът се променят в някои куплети. В известната песен „Пъстървата“ (Die Forelle) с еднаква музикална композиция са първите два куплета, третият е контрастно изменен, а последният е връщане към музикалното изложение от първите куплети. Шуберт прилага своеобразна форма „арка“ за конструкцията на „Пъстървата“.
„Липата“ (Der Lindenbaum) е пример за различен подход. В нея в първия и втория куплет се редуват мажорна с минорна тоналност, веселие с тъга, а третият е със съвсем различна музикална фактура, много по-оживена по характер. В последния куплет композиторът се връща към музикалното изложение на първия.

#### Песни с непрекъснато развитие
Формално, те са трети тип от песните на Шуберт. Всяка следваща част от текста се съпътства от нова мелодия и акомпанимент. Повторението на централните мотиви и общият тон водят до постигане на музикално единство. Примери в това отношение са: „Любов безкрайна“ (Rastsole Liebe), 1815 г., „Двойникът“ (Doppelgänger). При тази група песни се открояват кратки, например „Враната“ (Die Krähe) и дълги, например „Младата монахиня“ песни. И в двете разновидности се срещат единни по характер творби, например „Преживяването“ (Der Aufenthalt), но и „пъстри“ откъм драматургия, например „Скитникът“ (Der Wanderer).

#### Балади
Шуберт не само продължава традицията на баладите, но е и новатор. В творчеството му те заемат специално място. Открояват се два типа балади: Оформени като солова кантата – например „Заръката“ (Die Bürgshaft), където е характерно редуването на речитативи с арии. Вторият тип балади са песенни, например „Горски цар“ (Erlkönig), представляващи прототип на романтична балада.
Шубертовите песни се отличават с уравновесеност и простота, съчетани с романтично настроение и съответна експресия. Акомпаниментите на песните му не са обикновена хармонична и ритмична основа, както е дотогава, а често съдържат запомняща се характерна фигура. Акордите на „Лека нощ!“ (Gute Nacht!), например, внушават ефект на стъпки, а „хлъзгавият“ мотив на пъстървата е точно пресъздаден в мелодията.

### Творчество за пиано
Характерни за клавирните творби на Шуберт са широка мелодична дъга и лирична чувствителност, драматизъм, израз на вътрешно вълнение. Независимо че не е клавирен виртуоз от класата на Шопен или Лист, произведенията на Шуберт изискват от изпълнителя да владее сериозна техника и висока култура на звукоизвличането.
Фантазията „Скитникът“ е създадена през 1822 г. и е изградена върху мелодията, заимствана от средния раздел на песента със същото име от 1816 г. Самият Шуберт не е можел да я изсвири без грешка, тя изисква категорична виртуозност. Създадена е изключително бързо, по молба на пианист виртуоз, който трябвало да демонстрира нивото на своето майсторство. Творбата се отличава с подчертано бляскав характер и интерпретаторски трудности, които не са срещани дотогава. Естетическите алюзии на тази трагична песен се откриват до края на деветнадесети век в творчеството на австрийските и немските композитори.
Според специалистите най-високите постижения в клавирното творчество на Шуберт са неговите 22 сонати. Хронологически 15 (или техни фрагменти) са ранни, 4 са от средния творчески период. Последните три (в до минор, ла мажор, си-бемол мажор) са късни и са завършени през септември 1828 г., осем седмици преди смъртта на композитора. Сонатата в си-бемол мажор, която е най-известна, разкрива нови композиционни похвати. Композиторът използва ниските регистри на пианото, на места инструментът звучи като оркестър. Шуберт контрастно откроява натрупването на напрежението с тишина (паузите).
През 1823 – 1828 г. Шуберт написва „Музикални моменти“ (6 Moments musicaux). От тях най-известен е „Музикален момент“ оп. 94 №3 във фа минор (D 780). Основната композиторска идея при тези произведения е претворяването на мелодия, базираща се на постоянна формула в акомпаниращия бас.
Необикновено свободно структурно изграждане притежават двата цикъла Емпромптюта (Impromptus), от 1827 г. Те наподобяват песни с разгърната мелодия и своеобразен акомпанимент.
Тема с вариации, произведение, подобно на Струнен квартет в ла минор (D 804 от 1824 г.), е Емпромптю оп. 142 №3 в си-бемол мажор (D 935). Изградено върху мелодия от музиката към балета „Розамунда“ (D 797). Отделните му части отговарят на сонатен цикъл от четири части (Allegro, Scherzo, Andante, Finale). Роберт Шуман нарича цикъл оп. 142 „прикрита замаскирана“ соната.
Трябва да се напомни, че тогавашното пиано силно се различава от съвременното. То е конструирано за получаване на по-деликатен звук. Шуберт използва и крайните му регистри, богати динамични нюанси, преплита ги с моменти от технически характер, достига неочаквани колоратурни ефекти.

### Симфонии
Шест от първите симфонии на Шуберт са близки до класическия стил и традициите, създадени от Хайдн и Моцарт.
Символ на ранноромантичната симфония са последните две симфонии на Шуберт. През живота на композитора не е изпълнена нито една от тях. Симфонията в до мажор, „Голямата“, е открита след смъртта му от Роберт Шуман през 1839 г. Веднага е представена под диригентството на Менделсон. По примера на големите Бетовенови симфонии тя е с продължителност 50 минути и има характерна метроритмична пулсация, завладяваща слушателите. За изпълнението ѝ е нужен разширен симфоничен състав.
Противоположност на „Голямата“ е „Незавършена“ симфония в си минор. Заглавието се основава на това, че се състои само от две части. Има запазени чернови на третата част (Скерцо), но композиторът, вероятно преценявайки, че вече е включил необходимото в двете части, прекъсва работата си. Композирана още през 1822 г., тази симфония е открита чак през 1860 г., а е изпълнена за първи път във Виена на 17 декември 1865 г. Симфонията има изключително лирично напевно звучене, проникната е от любов и смърт, печал и спасение, като че ли е отражение на кризата на автора, причинена от болестта му.

### Камерно творчество
Първите 12 (създадени от 1810 г. до 1816 г.) от запазените общо 15 струнни квартета са все още традиционни за виенската класика. Последните три са в стила и духа на музикалната романтика.
Една от най-популярните творби на Шуберт – Клавирен квартет в ла мажор „Пъстървата“ от 1819 г. е пряко свързана с едноименната песен.
В Andante на Струнен квартет в ла минор (1824 г.) е въведена тема от увертюрата на Шуберт „Розамунда“. Темата на песента „Смъртта на момичето“ (Der Tod und das Mädchen) е начало на Струнен квартет в ре минор, също от 1824 г.
Върхово постижение в камерната музика на Шуберт е Струнен квартет в сол мажор (1826 г.) – последният поред.

### Допълнение
Създадените от Шуберт множество опери и танцови пиеси днес остават с малка популярност. Приема се, че причина за това са „приложният“ характер на танците и отсъствието на драматичен усет при оперите.
Каталог на творчеството на Франц Шуберт, включващ над 900 произведения, съставя през 1951 г. австрийският музиколог Ото Ерих Дойч. От фамилното име на този музиколог е съкращението „D“, предхождащо номерата на отделните опуси.